# MHF Camping Club
MHF Camping Club är en gren av MHF-rörelsen, för personer som är intresserade av husvagnar, husbilar och tält.
Omkring 2 000 medlemsfamiljer är organiserade i klubben, de flesta utan att ha avgett nykterhetslöfte. Medlemmarna kan tillgodoräkna sig viss rabatt på gasol, bensin, försäkringar, på ett antal campingplatser och på kursgårdarna Kronobergshed, Saxenborg, Åsengården och Nyforsa.
MHF Camping Club utger tidningen Kultrycket, som utkommer 6 gånger om året.
Klubben består av fjorton geografiska sektioner, med enkla uppställningsplatser för husvagnar, husbilar och tält.